# Cor Veerling
Cornelis (Cor) Veerling (Amsterdam, 23 oktober 1926 – 30 november 2016) was een Nederlandse architect. Hij was jarenlang hoofdarchitect bij de Rotterdamse Dienst Gemeentewerken.
Veerling was verantwoordelijk voor het ontwerp van de Rotterdamse Willemsbrug uit 1981. Daarnaast ontwierp hij vele stations van de Rotterdamse metro. Zijn medeontwerpen aan de metrostations in Spijkenisse werden in 1986 bekroond met de Nationale Staalprijs.